# Bamiyan
Bamiyan (in persiano بامیان) è una città dell'Afghanistan, capoluogo della Provincia di Bamiyan.

## Storia
Situata nella valle di Bamiyan, è famosa per il sito archeologico nei suoi pressi, dei Buddha di Bamiyan. Si tratta di due enormi statue di Buddha scolpite nella roccia che nel 2001 sono state distrutte ad opera dei Talebani ed oggi sono oggetto di un progetto di ricostruzione sotto l'egida dell'UNESCO.